# 라스트 풀 메저
《라스트 풀 메저》(영어: The Last Full Measure)는 2019년 처음 공개된 미국의 전쟁 영화이다.

## 줄거리
명예훈장 수훈자 윌리엄 H. 피첸바거의 실화를 바탕으로 하고 있다.

## 출연진
- 세바스찬 스탠 - 스콧 허프먼
- 크리스토퍼 플러머 - 프랭크 피천바거
- 윌리엄 허트 - 툴리
- 에드 해리스 - 레이 모트
- 새뮤얼 L. 잭슨 - 타코다
- 제러미 어빈 - 윌리엄 H. 피천바거
- 피터 폰다]] - 지미 버
- 리사게이 해밀턴 - 셀리아
- 마이클 임페리올리 - 제이 포드
- 다이앤 래드 - 앨리스 피천바거
- 에이미 매디건 - 도나 버
- 라이너스 로치 - F. 휘튼 피터스
- 앨리슨 수돌 - 타라 허프먼
- 브래들리 휫퍼드 - 칼턴 스탠턴
- 존 새비지 - 케퍼
- 데일 다이 - 홀트
- 줄리언 애덤스 - 존 퀘이드